# Epiblastus sciadanthus
Epiblastus sciadanthus är en orkidéart som först beskrevs av Ferdinand von Mueller, och fick sitt nu gällande namn av Rudolf Schlechter. Epiblastus sciadanthus ingår i släktet Epiblastus och familjen orkidéer. Inga underarter finns listade i Catalogue of Life.